# Даріус Поль Дассо
Даріус Поль Дассо (фр. Darius Paul Dassault), ім'я при народженні Даріус Поль Блох (фр. Darius Paul Bloch) (нар. 13 січня 1882 — пом. 3 травня 1969) — французький генерал. Під час Другої світової війни був генералом Французького Руху Опору.

## Біографія
Даріус Поль Дассо народився в Парижі. Навчався в Політехнічній школі. Зробив кар'єру військового. У 1944 році був назначений Великим канцлером Ордену Почесного легіону і займав цю посаду до 1954 року.
Псевдонім Дассо був розроблений під час перебування у Французькому Русі Опору. Псевдонім Дассо (фр. d'assault) означав «для нападу», такою класифікацією користувались для позначення французьких танків нападу (фр. char d'assault) під час Другої світової війни.
Даріус Поль Дассо був старшим братом Марселя Дассо — французького авіаконструктора.

## Кар'єра
- 1931—1935 — начальник технічного підрозділу, Генерального штабу армії.
- 20 березня 1933 — отримав звання Бригадний генерал (général de brigade).
- 1935 — помічник генерального інспектора артилерії.
- 1935—1936 — заступник начальника Генерального штабу армії.
- 23 березня 1936 — отримав звання Дивізійний генерал (général de division).
- 1936—1938 — головнокомандувач артилерії, Паризького військового округу.
- 1938—1939 — головнокомандувач п'ятим військовим округом.
- 19 грудня 1938 — отримав звання Корпусний генерал (général de corps d’armée).
- 1939—1940 — головнокомандувач V корпусу.
- 1940 — головнокомандувач протиповітряної оборони.
- 1940 — помічник керівника з координації операцій протиповітряної оборони.
- 1940—1942 — генеральний інспектор зенітної артилерії у Франції та Північній Африці.
- 1942—1944 — у Французькому Русі Опору. Носив псевдо Rapp, пізніше Chardasso.
- 1944 — військовий губернатор Парижа.
- 1945—1948 — генеральний інспектор зенітної артилерії.
- 1945—1948 — голова Комітету з координації національної оборони.
- 31 грудня 1947 — отримав звання Генерал армії (général d'armée).
- 1948 — у відставці.